# Castelo do Castro
Castelo do Castro är ett slott i Spanien.   Det ligger i provinsen Provincia de Pontevedra och regionen Galicien, i den nordvästra delen av landet, 500 km väster om huvudstaden Madrid. Castelo do Castro ligger 134 meter över havet.
Terrängen runt Castelo do Castro är kuperad österut, men västerut är den platt. Havet är nära Castelo do Castro åt nordväst. Runt Castelo do Castro är det ganska tätbefolkat, med 248 invånare per kvadratkilometer. Närmaste större samhälle är Vigo, 0,33 km öster om Castelo do Castro. I omgivningarna runt Castelo do Castro växer i huvudsak blandskog.